# HD88701
HD88701 — хімічно пекулярна зоря спектрального класу B9, що має видиму зоряну величину в смузі V приблизно  9,3.
Вона  розташована на відстані близько 2203,8 світлових років від Сонця.

## Пекулярний хімічний склад
Зоряна атмосфера HD88701 має підвищений вміст 
Cr
.